# Военный институт сухопутных войск
Военный институт сухопутных войск имени Сагадата Нурмагамбетова (ВИСВ) (каз. Сағадат Нұрмағамбетов атындағы Құрлық әскерлерінің Әскери институты) — военное учебное заведение Министерства обороны СССР и Министерства обороны Республики Казахстан.

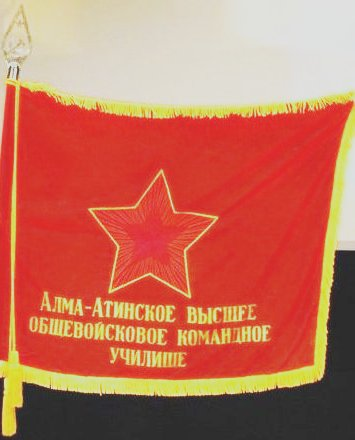
Боевое знамя Алма-Атинского ВОКУ
периода СССР

Прежнее название: Алма-Атинское высшее общевойсковое командное училище имени Маршала Советского Союза И.С. Конева (АВОКУ).

## История

### Советский период

#### Исторические предпосылки для создания училища

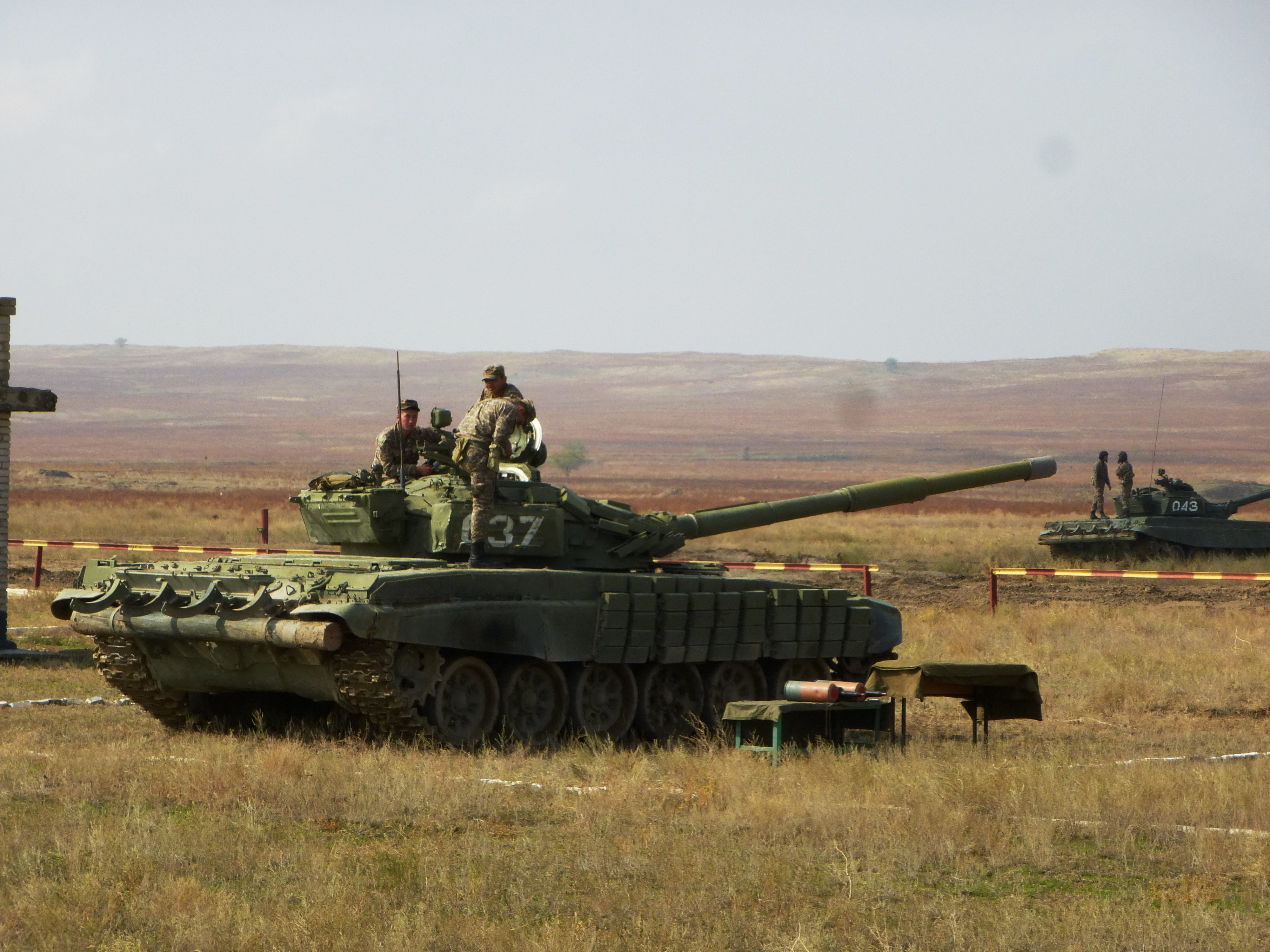
На танковой директриссе полигона
Военного института Сухопутных Войск.
Октябрь 2014 года

Необходимость в создании училища связана с повторным формированием Среднеазиатского военного округа.
В конце 60-х годов из-за эскалации советско-китайского раскола, сопровождавшегося вооружёнными конфликтами в приграничных с Китаем районах Приморского края РСФСР и Казахской ССР, Президиумом Верховного Совета СССР было принято решение о повторном создании САВО.
В срочном порядке на территорию вновь созданного округа перебрасывались войска из других военных округов. В кратчайшие сроки в Восточном Казахстане и в Киргизской ССР была сформирована крупная группировка войск, основой которого была 32-я общевойсковая армия и 17-й армейский корпус. 
Для подготовки офицерских кадров сухопутных войск САВО было принято решение о создании общевойскового командного училища в столице Казахской ССР, городе Алма-Ата. 

#### Создание училища

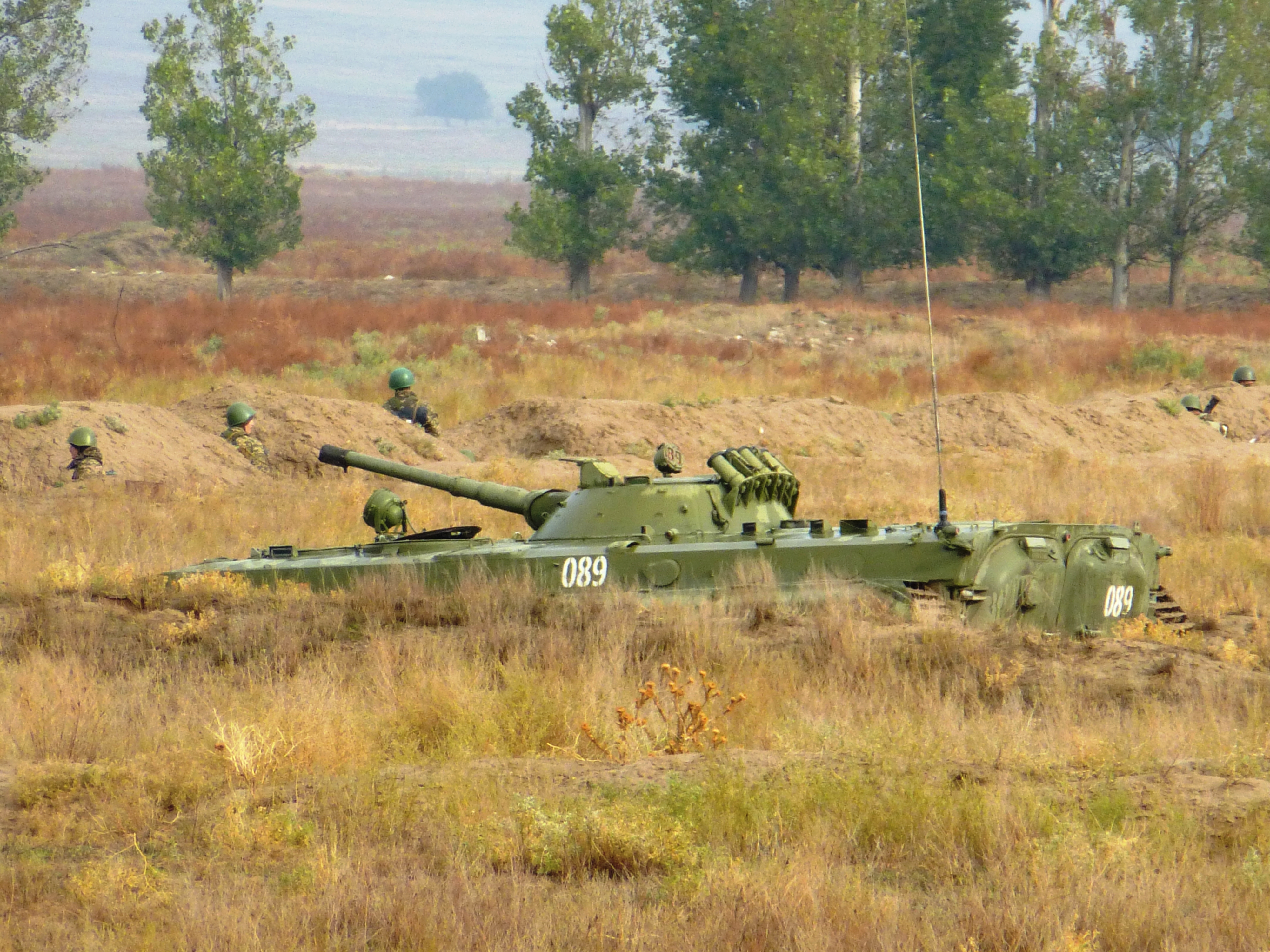
Курсанты ВИСВ на тактической подготовке.
Отработка действий в обороне

Приказом Министра обороны СССР № 0199 от 20 октября 1969 года и директивой командующего войсками САВО №5/1/0419 от 21 ноября 1969 года предписывалось сформировать училище к 1 июня 1970 года на основе 186-го мотострелкового полка 68-й мотострелковой дивизии в 13-м военном городке гарнизона Алма-Аты.
В связи с тем, что учебное заведение создавалось в кратчайшие сроки, вопрос набора минимально необходимого количества курсантов для начала учебного процесса, был решён перераспределением из других общевойсковых училищ (ВОКУ). К 1 июля 1970 года в Алма-Ату прибыла рота курсантов, окончившая первый год обучения в Ташкентском ВОКУ и 2 полуроты из Московского ВОКУ и Киевского ВОКУ. Позже прибыли роты курсантов из Омского и Дальневосточного ВОКУ. В общей сложности из других училищ было привлечено 309 курсантов. На первый курс обучения к осени 1970 года было набрано 363 человека.
1 сентября 1970 года в Алматинском ВОКУ начался учебный период.
В связи с тем, что с открытием училища учёбу в нём продолжили курсанты уже 2-го года обучения, первый выпуск лейтенантов состоялся 25 июля 1973 года.
Приказом Министра обороны СССР № 155 от 19 июля 1973 года училищу было присвоено имя Маршала Советского Союза И. С. Конева.
Поскольку в советский период в училище на обучение принималось большое количество юношей среднеазиатских национальностей (в первую очередь казахов) - за училищем закрепилось прозвище «школа красных батыров» (одно из значений слова «батыр» - воевода)

#### Обучение

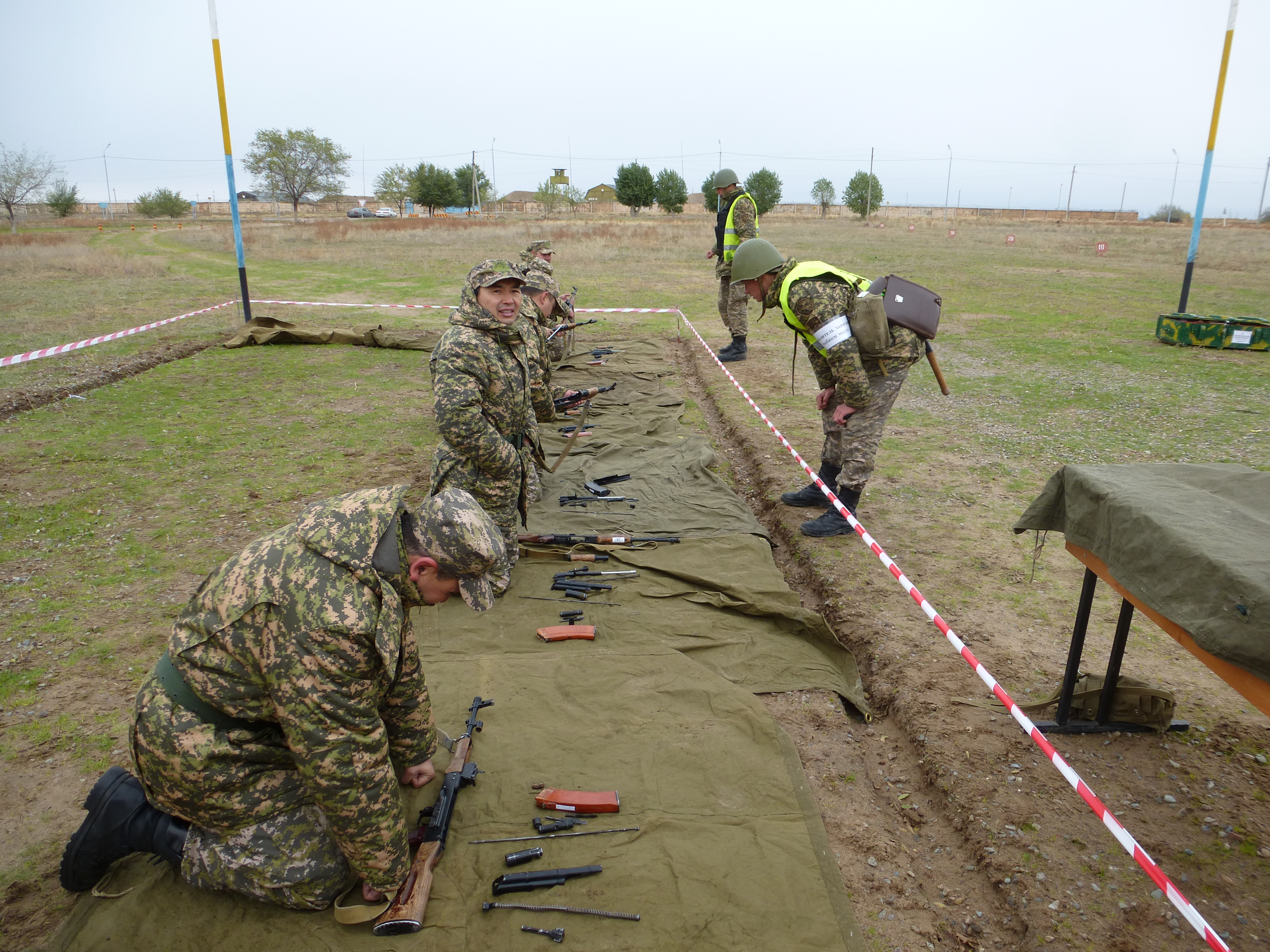
Курсанты ВИСВ (в жёлтых жилетах) проводят занятия по огневой подготовке с резервистами

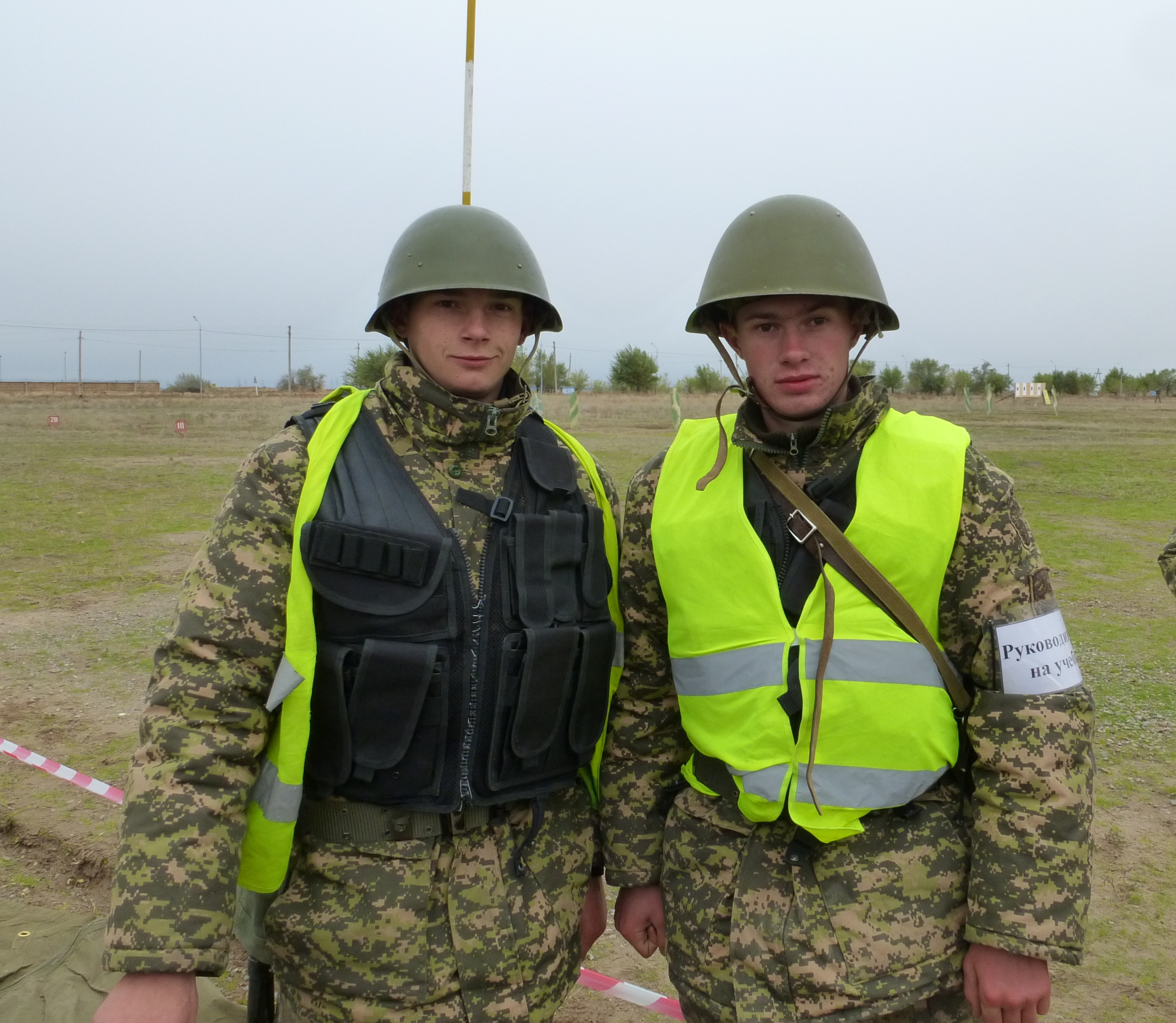
Курсанты ВИСВ
2-го года обучения

Как и во всех общевойсковых училищах ВС СССР, обучение в АВОКУ продолжалось 4 года. На обучение принимались юноши достигшие 17 лет.
Полевые занятия по огневой, тактической, технической и специальной подготовке проходили и проходят на полигоне института, который находится в 40 километрах севернее Алма-Аты (43°38′03″ с. ш. 76°55′39″ в. д.).
По окончании училища, как принято во всех общевойсковых училищах, выпускнику присваивалось воинское звание лейтенант, военно-учётная специальность ВУС №021001 («командир мотострелкового взвода») и гражданская специальность «инженер-механик по ремонту и обслуживанию гусеничной техники».
В связи с благоприятным расположением училища у предгорий Заилийского Алатау, в каждом курсантском батальоне были созданы «горные взводы», которые специализировались на подготовке командиров взводов для горнострелковых подразделений. Горная подготовка курсантов АВОКУ также проводилась в горном учебном центре САВО расположенного в г. Рыбачье Киргизской ССР.
В 80-е годы значительная часть выпускников АВОКУ направлялось для дальнейшего прохождения службы в Афганистан.

### Училище в независимом Казахстане

#### Реформирование
После распада СССР, в 1992 году училище отошло под юрисдикцию Республики Казахстан, и поэтапно проходило через следующие реформы:
- В 1994 году училище стало многопрофильным и перешло на подготовку кадров по 11 воинским специальностям[11];
- 11 февраля 1997 года указом президента Республики Казахстан  №3353 Алма-Атинское высшее общевойсковое командное училище имени Маршала Советского Союза И.С. Конева преобразовано в Военную академию вооружённых сил Республики Казахстан (Военная академия ВС РК). На базе прежнего училища стало осуществляться как 4-годичное обучение курсантов, так и повышение квалификации старших офицеров;
- 27 февраля 2002 года указом президента Республики Казахстан № 815 из состава Военной академии выделено Алма-Атинское высшее военное училище вооружённых сил Республики Казахстан. При этом сама Военная академия ВС РК была передислоцирована из Алматы в г. Щучинск Акмолинской области;
- 31 октября 2003 года постановлением правительства Республики Казахстан № 1080 Алма-Атинское высшее военное училище ВС РК переименовано в Военный институт сухопутных войск (ВИСВ);
- 11 сентября 2020 года вышло постановление Правительства Республики Казахстан №570, согласно которому Военному институту Сухопутных войск присвоено имя героя Советского Союза, Халық Қаһарманы №1, первого Министра обороны Казахстана генерала армии Нурмагамбетова Сагадата Кожахметовича[1][12].

После распада СССР, в связи с массовым оттоком офицеров славянских национальностей, во вновь созданных ВС РК наступил кадровый кризис. Для решения острого вопроса нехватки младших офицеров в войсках, при АВОКУ были созданы 3-хмесячные курсы по подготовке младших лейтенантов. Теоретическое обучение происходило на базе АВОКУ. Занятия по огневой, технической и тактической подготовке  проходили на базе 80-й гвардейской учебной мотострелковой дивизии под руководством преподавателей АВОКУ.

#### Многопрофильное обучение
В связи с тем что в Казахской ССР не было военных училищ, готовивших офицеров для Сухопутных войск за исключением АВОКУ, руководство ВС РК вынуждено было на базе АВОКУ создавать факультеты по обучению офицеров по другим специальностям, кроме как «командир мотострелкового взвода».
В настоящее время Военный институт осуществляет подготовку будущих офицеров по 6 специальностям и 11 квалификациям по программе высшего военно-учебного заведения со сроком обучения 4 года:
- специальности:

- менеджмент военном деле;
- социальная и идеологическая работа в воинском коллективе;
- психология воинского коллектива;
- логистика в военном деле;
- инженерные системы и сети в военном деле;
- радиационная, химическая и биологическая защита и экология в военном деле.

- квалификации:

- управление мотострелковыми подразделениями;
- управление танковыми подразделениями;
- управление десантно-штурмовыми подразделениями;
- управление разведывательными подразделениями;
- управление ракетными войсками и артиллерии;
- организация воспитательной и идеологической работы;
- организация психологической работы;
- техническое обеспечение;
- тыловое обеспечение;
- инженерное обеспечение;
- радиационная, химическая и биологическая защита, экология и охрана окружающей среды.

#### Сотрудничество по ОДКБ
В связи с тем, что у  Таджикистана, входящего в ОДКБ, нет собственного военного училища, по межгосударственным договорённостям в Военном институте проходят обучение граждане указанного государства, а Кыргызстан согласно указанным договоренностям ежегодно направляет на обучение 7-10 своих граждан, прошедших специальный отбор.
К примеру, в 2019 году Военный институт окончили 9 офицеров Вооружённых сил Киргизской Республики и 10 офицеров Вооружённых сил Республики Таджикистан.

## Начальники училища

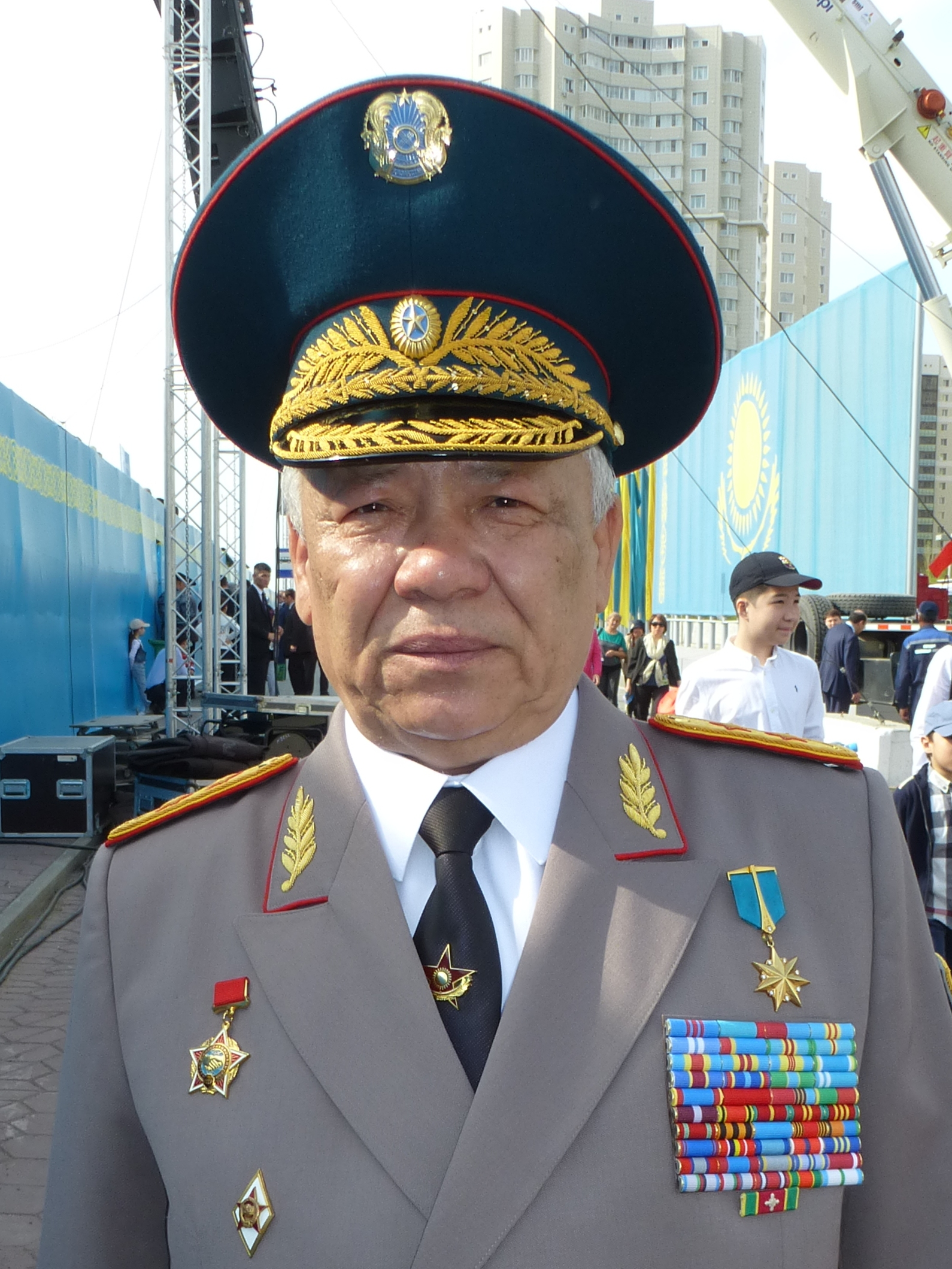
Бахытжан Ертаев, начальник училища в 2002 году; выпускник АВОКУ 1973 года

- генерал-майор Власов, Вачакан Рачиевич — 1970—1978;
- генерал-лейтенант Некрасов, Анатолий Иванович — 1978—1988;
- генерал-майор Пономарёв, Владимир Александрович — 1988—1992;
- генерал-лейтенант Тасбулатов, Абай Болюкпаевич — 1992—2002;
- генерал-лейтенант Ертаев, Бахытжан Ертаевич —  с февраля по март 2002;
- генерал-майор Джарбулов, Алихан Бримжанович — март 2002 — ноябрь 2003;
- генерал-майор Сихимов, Манас Камардинович — декабрь 2003 — февраль 2005;
- полковник Куангалиев, Жомарт Сабирович — февраль 2005 — 2007;
- генерал-майор Джарбулов, Алихан Бримжанович — 2007 — январь 2009;
- генерал-майор Кудайбергенов, Сабит Бейсенович — январь 2009 — октябрь 2011;
- генерал-майор Тасбулатов, Аскан Турарович — октябрь 2011 — февраль 2013;
- генерал-майор Куатов, Николай Мамбетович — февраль 2013 — октябрь 2014;
- генерал-майор Рысбаев, Василий Несипказиевич — октябрь 2014 — октябрь 2016;
- полковник Асанов, Серик Досбергенович — октябрь 2016 — июль 2018;
- генерал-лейтенант Каражанов, Курбан Сакенович — июль 2018 — ноябрь 2018[15];
- генерал-майор Рыспаев, Асхат Наурызбаевич — ноябрь 2018 — август 2019[16];
- генерал-майор Адырбеков, Дулат Темиргалиевич — декабрь 2019 — апрель 2022;
- генерал-майор Ибатулин, Бауыржан Шарифуллаевич — апрель 2022 — настоящее время.